# Hans Isernhagen
Hans Isernhagen (* 27. Februar 1897 in Walsrode; † 25. September 1960 in Wittorf) war ein deutscher Politiker (DP).

## Leben
Nach dem Besuch der Mittelschule in Walsrode begann Isernhagen eine dreijährige Ausbildung zum Kaufmann. Nach der Ableistung von zweieinhalb Jahren Wehrdienst während des Ersten Weltkriegs arbeitete Isernhagen bis 1921 als kaufmännischer Angestellter. Danach begann er eine landwirtschaftliche Lehre, um ab 1924 seinen eigenen landwirtschaftlichen Betrieb bewirtschaften zu können.
Isernhagen war sechs Jahre lang Bürgermeister von Wittorf und ab 1946 Kreistagsabgeordneter des Kreises Rotenburg und außerdem bis 1949 Landrat. Isernhagen war sowohl in der 1. als auch in der 3. Wahlperiode Mitglied des niedersächsischen Landtags und zwar vom 20. April 1947 bis 8. November 1950 und erneut vom 6. Mai 1955 bis zum 29. August 1958. Ab 9. Mai 1955 gehörte Isernhagen der DP/CDU-Fraktion an.

## Quelle
- Barbara Simon: Abgeordnete in Niedersachsen 1946–1994. Biographisches Handbuch. Hrsg. vom Präsidenten des Niedersächsischen Landtages. Niedersächsischer Landtag, Hannover 1996, S. 180.

| Personendaten    | Personendaten                 |
| ---------------- | ----------------------------- |
| NAME             | Isernhagen, Hans              |
| KURZBESCHREIBUNG | deutscher Politiker (DP), MdL |
| GEBURTSDATUM     | 27. Februar 1897              |
| GEBURTSORT       | Walsrode                      |
| STERBEDATUM      | 25. September 1960            |
| STERBEORT        | Wittorf                       |